# Фатаи, Кехинде
Кехинде Фатаи (англ. Kehinde Fatai; 19 февраля 1990, Абуджа, Нигерия) — нигерийский футболист, нападающий румынского клуба «Оцелул».

## Карьера

### Клубная карьера
Фатаи учился в Нигерии в колледже Анвар-Уль-Ислам и играл за команду JUTH F.C... В 2007 году он переехал в Европу.. Вначале он стал выступать в третьем румынском дивизионе за команду дублёров клуба «Фарул», «Фарул-2», в которой забил 11 мячей в 20 играх. После столь успешного сезона 1 июля 2008 года Фатаи был приглашён в основную команду. 16 июля 2010 года, по окончании контракта с «Фарулом» став свободным агентом, он подписал контракт с командой высшего румынского дивизиона — «Астра».
1 сентября 2013 года, бельгийский клуб «Брюгге» взял Фатаи в аренду на год, с опцией выкупа. Дебют Фатаи за «Брюгге» случился 22 сентября 2013, когда он вышел на замену на 80-й минуте. Уже через семь минут он забил свой первый гол, ставя точку в разгромной победе «Брюгге» над принципиальным соперником «Андерлехтом».
С июля 2015 года Фатаи выступает за «Спарту». Уже во второй игре за «Спарту», которая пришлась на выезд в Москву, на игру третьего раунда квалификации Лиги чемпионов против московского ЦСКА, он забил гол.
В 2016 году подписал контракт с «Уфой» на 4 года. 14 августа 2018 года контракт был расторгнут по обоюдному согласию.
30 августа 2018 года подписал контракт с «Динамо» (Минск), сроком на полтора года.
15 января 2020 года подписал контракт с румынский клубом «Астра». В октябре 2020 года в результате допинг-скандала был дисквалифицирован для игр в футбол на неопределённый срок.

### Карьера в сборной
Фатаи вызывался на игры олимпийской сборной Нигерии в 2011 году, для участия в товарищеском матче против сборной Коста-Рики, а также 4 июня 2011 года на матч олимпийской квалификации к Олимпиаде в Лондоне против сборной Танзании.

## Достижения
«Спарта» (Прага)
- Вице-чемпион Чехии: 2015/16

«Астра»
- Обладатель Суперкубка Румынии: 2014